# Rainald II. (Dammartin)
Rainald von Trie (frz.: Renaud de Trie; † 1316) war Herr von Trie (heute Trie-Château und Trie-la-Ville) und als Rainald II. Graf von Dammartin. Er war ein Sohn des Grafen Johann I. und der Yolande von Dreux.
Wie schon sein Vater nahm Rainald am Flandernkrieg König Philipps IV. des Schönen teil. Beide kämpften dabei am 11. Juli 1302 in der Schlacht der goldenen Sporen bei Courtrai, die Rainald überlebte während sein Vater fiel. Am 18. August 1304 kämpfte er in der siegreichen Schlacht von Mons-en-Pévèle. Im Verlauf dieser Schlacht tötete er Wilhelm von Jülich, aus Rache für den Tod seines Vaters in der Sporenschlacht zwei Jahre zuvor. Angeblich schlug er dem fliehenden Wilhelm von Jülich mit seinem Schwert den Kopf ab.
Rainald war verheiratet mit Philippa de Beaumont-en-Gâtinais. Das Paar hatte zwei Söhne:
- Rainald III. († 1327), 1272 Graf von Dammartin;
- Johann III. († vor 1358), 1327 Graf von Dammartin.